# Momići
Momići falu Horvátországban, Dubrovnik-Neretva megyében. Közigazgatásilag Kula Norinskához tartozik.

## Fekvése
Makarskától légvonalban 54, közúton 71 km-re délkeletre, Pločétól légvonalban 13, közúton 20 km-re keletre, községközpontjától 2 km-re északra, a Kula Norinskát az A1-es autópályával összekötő 62-es számú főút mentén, a Biokovo-hegység utolsó, keleti tagja az Osoja alatt, a Norin-patak partján fekszik.

## Története
A település egykori lakóiról a Momić családról kapta a nevét. Ilyen nevű lakos ma már nem él a településen. Első említése 1672-ben egy zaostrogi szerzetessel, Francesco Momić-csal kapcsolatban történt. A térség török uralom végével a 17. század végén 1694 körül népesült be. A lakosság döntően azoktól a betelepülőktől származott, akik a moreai háború idején érkeztek ide Hercegovinából Mate Bebić szerdár vezetése alatt. A lakosság kezdetben a magasan fekvő településeken élt, melyek a Rujnica-hegyen és annak lejtőin feküdtek. A 19. század elején a hegy aljában menő Splitről Dubrovnikra vezető napóleoni út kiépítésével a hegyi falvak népessége kezdte elhagyni ezeket településeket és leköltözött az út mentére, ahol új településeket hozott létre. Ekkor települt be a mai Momići is. A településnek 1880-ban 147, 1910-ben 173 lakosa volt. 1918-ban az új szerb-horvát-szlovén állam, majd később Jugoszlávia része lett. 1929-ben megnyílt a település iskolája. A második világháború idején a Független Horvát Állam része volt. A háború után a település szocialista Jugoszláviához került. 1991-től a független Horvát Köztársaság része. 1992-ig közigazgatásilag Metković községhez tartozott. 1993. január 1-jén megalakult Kula Norinska község, melynek Momići is a része lett. A településnek 2011-ben 205 lakosa volt, akik a bagalovići plébániához tartoztak.

## Népesség
| Lakosság változása | Lakosság változása | Lakosság változása | Lakosság változása | Lakosság változása | Lakosság változása | Lakosság változása | Lakosság változása | Lakosság változása | Lakosság változása | Lakosság változása | Lakosság változása | Lakosság változása | Lakosság változása | Lakosság változása | Lakosság változása |
| ------------------ | ------------------ | ------------------ | ------------------ | ------------------ | ------------------ | ------------------ | ------------------ | ------------------ | ------------------ | ------------------ | ------------------ | ------------------ | ------------------ | ------------------ | ------------------ |
| 1857               | 1869               | 1880               | 1890               | 1900               | 1910               | 1921               | 1931               | 1948               | 1953               | 1961               | 1971               | 1981               | 1991               | 2001               | 2011               |
| 0                  | 0                  | 147                | 153                | 165                | 173                | 0                  | 0                  | 211                | 235                | 240                | 263                | 207                | 245                | 215                | 205                |

(1857-ben, 1869-ben, 1921-ben és 1931-ben lakosságát Desnéhez számították.)

## Nevezetességei
A Fatimai Szűzanya tiszteletére szentelt temploma 1973 és 1982 között épült. Felszentelését 1973. május 13-án Marko Perić kotori püspök végezte. Négyzet alaprajzú épület 12-szer 12 méteres falakkal. A templomnak egy oltára van, mely felett egy keresztet, napot és csillagot ábrázoló falikép látható, Ivan Marijan Čagalj atya alkotása. Az oldalfalakon a Fatimai Szűzanya és Tavelics Szent Miklós szobrai láthatók. A templom melletti harangtornyot 1995-ben építették a metkovići Toma Nogolica tervei szerint.

## Gazdaság
A helyi gazdaság alapját a mezőgazdaság, az állattartás, a vadászat és halászat adja.

## Kultúra
A település kulturális és művészeti egyesülete a KUU Škrapa Momići, melyet 2002-ben alapítottak a népi hagyományok ápolására és bemutatására. Az egyesületnek folklór csoportja, kispályás labdarúgó csapata és maratoni evezős csapata van. A helyi olvasókört 1939-ben alapították.

## Oktatás
A település első iskoláját 1929-ben nyitották meg. Az új iskolaépület 2011-ben nyílt meg.

## Sport
A Škrapa, Vihor és Lopoč kispályás labdarúgó csapatokat 1951-ben hozták létre.